# 總有出頭天 (無綫電視劇)
《總有出頭天》（英語：Stepping Stone）是香港電視廣播有限公司拍攝製作的時裝劇集，全劇共20集，由梅小青擔任監製，以及由古巨基、海俊傑、張玉珊、陳少霞、鄺文珣、吳家樂、黃小燕等擔任演出。
首播時首週平均收視為23點。此劇于2018年6月30日在TVB經典台重播。

## 故事大綱
誠（古巨基）、亮（海俊傑）、盈（鄺文珣）、月（黃小燕）及兒（陳少霞）五人是好同學，畢業後各奔前程，踏上人生的另一階段！
誠滿懷理想，但面對商場上一張張你虞我詐的面孔，頓覺沮喪萬分，渡日如年！月與兒畢業後在同一機構工作。月被花花世界吸引，唯利是圖，人逐漸變質，為求升職，竟耍手段，出賣與兒的友情！
亮赴日本供讀短期設計課程，託誠代為照顧小戀人盈。誠與盈相處日多，不知不覺間漸生情愫。後亮返港，二人惟有強抑愛意。誠與盈的戀情終於曝光，三個好朋友面臨考驗！

## 演員表
- 許紹雄 飾 陳　仲
- 古巨基 飾 陳至誠
- 焦　雄 飾 曾教練
- 海俊傑 飾 陸天亮
- 鄺文珣 飾 楊梓盈
- 陳少霞 飾 呂宛兒
- 黃小燕 飾 何明月
- 湯俊明 飾 鄧保尊
- 戴耀明 飾 彭永恆
- 戴恩玲 飾 程　真
- 何掌君 飾 曹大雄
- 譚寶珊 飾 林小方
- 伍文生 飾 舒啟松
- 柳影虹 飾 張美屏
- 韓馬利 飾 歐潔珊
- 劉鎮然 飾 學員甲/學　員
- 王浩德 飾 學員乙
- 李卓輝 飾 學員丙
- 鄭文輝 飾 學員丁
- 廖天恩 飾 學員戊
- 梁俊傑 飾 王　生
- 羅麗珠 飾 王太太
- 李桂英 飾 李念章
- 羅樹基 飾 經　理
- 黎漢持 飾 楊俊文
- 譚一清 飾 王總編
- 孫季卿 飾 秋　哥
- 黃煒林 飾 阿　江
- 博　君 飾 阿　凌
- 吳智耀 飾 阿　河
- 陳維舜 飾 D　J
- 方　傑 飾 包經理
- 黃仲匡 飾 阿　佳
- 麥子雲 飾 阿　基
- 廖麗麗 飾 學員母
- 鄧英敏 飾 李念康
- 歐子榮 飾 鍾富強
- 郭德信 飾 陸冠生
- 施　明 飾 潘彩君
- 陸希揚 飾 阿　奇
- 談佩珊 飾 余麗華
- 薛純基 飾 劉經理
- 溫文英 飾 阿　昌
- 朱樂輝 飾 阿　初
- 蔡劍雪 飾 May
- 曾玉娟 飾 June
- 卓慧敏 飾 July
- 陳展鵬 飾 安
- 蔣　克 飾 呂家裕
- 吳家樂 飾 徐國浩
- 鄭柏林 飾 徐國信
- 黎　宣 飾 周大妹
- 麥嘉倫 飾 Tom/Frankie
- 容嘉勵 飾 Esther
- 許實賢 飾 Franki/Tom
- 張詩韻 飾 Karen/Sandy
- 李衛民 飾 雷國棟
- 何國強 飾 阿　才
- 蘇恩磁 飾 Betty
- 文潔雲 飾 Cecily
- 王啟德 飾 Stephen
- 潘曉彤 飾 小時盈
- 鄧汝超 飾 邱經理
- 陳燕航 飾 Cat/Ben
- 郭卓樺 飾 Alex
- 張宏偉 飾 David
- 黃清榕 飾 Sandy
- 張玉珊 飾 童　雲
- 陳永欣 飾 男
- 何美好 飾 女
- 羅麗燕 飾 女球員
- 何文進 飾 印刷廠老闆
- 劉桂芳 飾 尊　母
- 曾慧雲 飾 Anna
- 莫可欣 飾 童　玲
- 沈寶思 飾 Kent
- 何穗瑩 飾 Flora
- 白　茵 飾 吳春來
- 劉　江 飾 呂順興
- 朱偉達 飾 何明卓
- 何英偉 飾 張偉聰
- 陳寶靈 飾 Susan
- 梁建平 飾 潘公子
- 李海生 飾 何　祥
- 楓 飾 黃　玉
- 康　華 飾 Lily
- 梁少狄 飾 牛精良
- 飾 良　嫂
- 凌　漢 飾 平　伯
- 黎秀英 飾 三　婆
- 何浩源 飾 許公子
- 俞　明 飾 旺　伯
- 陳中堅 飾 福　伯
- 簡瑞超 飾 發　叔
- 余慕蓮 飾 紅　姑
- 王維德 飾 醫　生
- 何璧堅 飾 發　叔
- 李顯明 飾 麥先生
- 蕭玉燕 飾 Gigi
- 林嘉麗 飾 化粧小姐

## 收視
以下為該劇於香港無綫電視翡翠台之收視紀錄：
| 週次 | 集數  | 日期                  | 平均收視            | 收視百分比 |
| ---- | ----- | --------------------- | ------------------- | ---------- |
| 1    | 01-05 | 1995年8月7日-8月11日  | 23點（129.0萬觀眾） | 61%        |
| 2    | 06-10 | 1995年8月14日-8月18日 | 21點（117.9萬觀眾） | 60%        |
| 3    | 11-15 | 1995年8月21日-8月25日 | 23點（126.5萬觀眾） | 63%        |
| 4    | 16-20 | 1995年8月28日-9月1日  | 26點（146.0萬觀眾） | 64%        |

## 電視節目的變遷
| 香港無綫電視翡翠台 星期一至五 19:25-20:25 黃金時段第一線劇集 | 香港無綫電視翡翠台 星期一至五 19:25-20:25 黃金時段第一線劇集 | 香港無綫電視翡翠台 星期一至五 19:25-20:25 黃金時段第一線劇集 |
| ------------------------------------------------------------ | ------------------------------------------------------------ | ------------------------------------------------------------ |
|                                                              | 總有出頭天 （1995.08.07 - 1995.09.01）                       |                                                              |
| 萬里長情 （1995.06.26 - 1995.08.04）                         | 忘情闊少爺 （1995.09.04 - 1995.09.29）                       |                                                              |